# ای‌جی‌پی

## بخش گرافیک AGP
کانال نقطه به نقطه با سرعت بالا با ارتباط کارت گرافیکی به مادر بورد کامپیوتر می‌باشد. بین سال‌های ۲۰۰۴ و ۲۰۰۷ AGP جای خود را به PCI داده‌است. 

## مزایای PCI
با توسعهٔ گرافیکی بیشتر کامپیوترها نسل‌های بعدی آدابتورهای گرافیکی در سیستم‌های PCI ارائه شده‌اند این امر منجر به توسعهٔ AGP شده‌است.
با توجه به نیازهای‌های آدابتورهای مدرن گرافیکی AGP بر PCI اولویت دارد زیرا ارائه گر مسیر مناسب برای پردازشگر با PCI bus مشترک می‌باشد. در مجموع برای بارگیری محتووا کارت گرافیک PCI باید RAM سیستم را اشغال کند.
GART به کارت گرافیک امکان دسترسی مستقیم به بخش ذخیرهٔ متن را می‌دهد. بالاترین مقدار حافظهٔ سیستم برای AGP به‌عنوان AGP aperture معرفی می‌شود.
دو دلیل اصلی تولید کارت‌های گرافیکی با فاصل PCI این است که آن‌ها در هر PC به کاربرده شوند زیرا در حالی که برخی مادربوردها با آدابتورهای گرافیکی پیش ساخته فاقد AGP slot می‌باشند PCهای دسکتاپ مدرن فاقد slotهای PCI هستند. دوماً مصرف‌کننده با سیستم عملیاتی مناسب از چندین کارت گرافیک PCI استفاده می‌کند تا بازده‌های مختلفی را به همراه داشته باشد. این امر در موردACP ۱٫۰ و ۲٫۰ غیرممکن می‌باشد زیرا آن‌ها از بیش از یک AGP master حمایت نمی‌کنند. برخی از کامپیوترهای نوع سرور از slotهای AGP حمایت می‌کنند.